# Nhóm vệ tinh Inuit của Sao Thổ
Nhóm Inuit là một nhóm động học gồm các vệ tinh tự nhiên dị hình của Sao Thổ chuyển đồng cùng chiều với Sao Thổ, các vệ tinh trong nhóm này có cùng một quỹ đạo. Bán trục lớn của chúng nằm giữa các khoảng từ 11 đến 18 Gm, độ nghiêng quỹ đạo từ 40° đến 50°, và độ lệch tâm nằm trong khoảng từ 0.15 và 0.48.

Các vệ tinh dị hình của Sao Thổ.

## Phân loại
Biểu đồ biểu thì nhóm Inuit trong mối quan hệ với các vệ tinh dị hình khác của Sao Thổ. Độ lệch tâm của các quỹ đạo được biểu diễn bởi các đường màu vàng (kéo dài từ cận điểm tới viễn điểm) với độ nghiêng quỹ đạo được hiển thị ở trục tung.
Năm thành viên của nhóm bao gồm (theo thứ tự khoảng cách tăng dần từ Sao Thổ):
- Kiviuq
- Ijiraq
- Paaliaq
- Siarnaq
- Tarqeq

Hiệp hội Thiên văn Quốc tế (IAU) sử dụng những cái tên được lấy từ trong thần thoại Inuit cho các vệ tinh trong nhóm này.
Nhóm vệ tinh này có vẻ như có chung một nguồn gốc từ những quan sát ban đầu, các vệ tinh xuất hiện với một màu đỏ nhạt (chỉ mục màu B−V = 0.79 và V−R = 0.51, giống với của nhóm Gallic) và có quang phổ hồng ngoại tương tự. Tuy nhiên các quan sát gần đây đã tiết lộ rằng vệ tinh Ijiraq rõ ràng có màu đỏ hơn so với các vệ tinh Paaliaq, Siarnaq và Kiviuq. Thêm nữa, không giống ba vệ tinh còn lại, quang phổ của vệ tinh Ijiraq không cho thấy một lực hấp thụ nhẹ gần 0.7 μm. Đặc điểm này đã cho thấy một khả năng có sự hydrat hóa nước.
Sự cùng nguồn gốc của phổ điện từ (với ngoại lệ là Ijiraq) phù hợp với một nguồn gốc chung trong một sự vỡ vụn của một thiên thể duy nhất nhưng sự phân tán của các tham số quỹ đạo cần những sự giải thích thêm. Cộng hưởng lâu dài được báo cáo gần đây giữa các thành viên của nhóm có thể cung cấp một lần giải thích cho sự phân tán hậu va chạm.